# 김희선생 묘소
김희선생 묘소는 대한민국 충청남도 논산시 연산면에 있는 문화재이다. 1996년 12월 30일 논산시의 향토문화유산 제28호로 지정되었다.

## 개요
김희선생은 조선 정조 때의 재상으로, 자는 선지(善之), 호는 근와(芹窩), 시호는 효간(孝簡), 본관은 광산이다.대제학 김익희의 5대손이다.